# 監護權爭戰
《監護權爭戰》 (法語：Jusqu'à la garde) 是一部2017年法国剧情片，是导演泽维尔·勒格朗的处女作。入选第74届威尼斯影展主竞赛片，赢得最佳导演和最佳处女作奖，以及第44届凯撒电影奖最佳电影、最佳女主角和最佳原创剧本。

## 剧情
讲述一对刚离婚的夫妇围绕儿子所展开的抚养权争夺战。

## 角色
- Léa Drucker - Miriam Besson
- Denis Ménochet - Antoine Besson
- Thomas Gioria - Julien Besson
- Mathilde Auneveux - Joséphine Besson